# Carnavas
Carnavas è il primo album discografico in studio del gruppo musicale rock statunitense Silversun Pickups, pubblicato nel 2006.

## Tracce
1. Melatonin – 4:04
2. Well Thought Out Twinkles – 4:00
3. Checkered Floor – 4:51
4. Little Lover's So Polite – 5:00
5. Future Foe Scenarios – 5:20
6. Waste It On – 4:13
7. Lazy Eye – 5:54
8. Rusted Wheel – 6:00
9. Dream at Tempo 119 – 4:51
10. Three Seed – 5:40
11. Common Reactor – 6:01

## Formazione
- Brian Aubert - chitarra, voce
- Nikki Monninger - basso, cori
- Christopher Guanlao - batteria
- Joe Lester - tastiere